# Analisi predittiva
L'analisi predittiva è un termine che comprende una varietà di tecniche statistiche della modellazione predittiva, apprendimento automatico e data mining per analizzare fatti storici e attuali e fornire predizioni sul futuro o su eventi sconosciuti.
Negli affari, i modelli predittivi ricercano schemi in dati storici e transazionali per identificare rischi e opportunità. I modelli trovano relazioni tra molti fattori che permettono valutazioni del rischio o del rischio potenzialmente associato con un insieme particolari di condizioni, guidando la presa di decisioni.
Questi approcci tecnici forniscono un punteggio di predittività (probabilità) per ogni individuo (Cliente, impiegato, prodotto, SKU, veicolo, componente, macchina...) per determinare, informare o influenzare i processi organizzativi che appartengono ad un gran numero di individui.
L'analisi predittiva è usata in scienze attuariali, marketing, servizi finanziari, assicurazioni, telecomunicazioni, online giochi, rivendita al dettaglio, nel settore turistico, della salute e delle scelte pubbliche.

## Applicazioni
- CRM analitici
- Protezione dei bambini
- Marketing diretto
- Clinical decision support system
- Rilevamento frodi
- Predizioni di portafogli finanziari
- Project risk management

## Tecniche analitiche

### Tecniche di regressione
- Modello di regressione lineare
- Modello di scelta discreta
- Regressione logistica
- Regressione logistica multinomiale
- Regressione Probit
- Logit vs Probit
- Modelli di serie temporali
- Alberi di classificazione e regressione
- Linguette di regressione adattiva multivariata

### Tecniche di apprendimento automatico
- Reti neurali
- Percettrone multistrato (MLP)
- Rete neurale a base radiale
- Macchine a vettori di supporto
- Classificatore bayesiano
- Algoritmi k-nearest neighbours
- Modellazione predittiva geospaziale